# Clara Grima
Clara Isabel Grima Ruiz (Sevilla, 26 de enero de 1971) es una profesora universitaria y divulgadora de matemáticas española. Posee el doctorado en Matemáticas por la Universidad de Sevilla.

## Biografía
Fue presidenta de la Comisión de Divulgación de la Real Sociedad Matemática Española. Como divulgadora ha publicado docenas de artículos de divulgación científica en prensa, a través del eldiario.es, Jot Down y tecnoxplora.com artículos en Xplora así como en la plataforma de divulgación científica Naukas.
Es autora junto con Raquel Garcia i Ulldemolins, del blog de divulgación para niños Mati y sus mateaventuras libro divulgativo enfocado para niños de entre 8 y 15 años inspirado por sus hijos, Salvador y Ventura, protagonistas del libro bajo los nombres de Sal y Ven, respectivamente. Es coautora de un libro de divulgación científica para niños titulado Hasta el infinito y más allá. También participa en un programa de radio/podcast de sevillawebradio llamado Los 3 chanchitos. En televisión colaboró en la primera y segunda temporada del programa de  ciencia y humor Órbita Laika de La 2. En 2016 participó en la obra de teatro Científicas: pasado, presente y futuro, donde interpretó a Rosalind Franklin.
En 1998 obtuvo el doctorado en la Universidad de Sevilla por su tesis Geometría computaciones en superficies no planas.
En 2018, junto con un equipo multidisciplinar de divulgadores científicos, describe una nueva forma geométrica denominada escutoide, publicada en la revista Nature Communications. El descubrimiento fue el resultado de una investigación del Departamento de Biología Celular y el Instituto de Biomedicina de la Universidad de Sevilla dirigida por Luis M. Escudero. Según explica la misma Clara Grima, el objeto se descubrió «mirando no a los ojos sino a las glándulas salivales de la mosca de la fruta», y teniendo en cuenta los diagramas de Voronoi.
En 2022 fue incluida en la lista Forbes de Los 22 protagonistas que cambiarán el 22.

### Premios
- Premio 20Blogs 2011[14]
- Premio Bitácoras al Mejor Blog de Educación 2011[15]
- Premio prismas al Mejor Sitio web 2013[16]
- Premio COSCE a la Difusión de la Ciencia 2017[17][18]
- Prisma Especial del Jurado 2018[19]
- Premio ROMA: Universidad, Mujer y Empresa 2019 en la categoría Mujer STEM[20]
- Premio ‘Pasión por la Ciencia’ 2023 del festival internacional de cine científico #LabMeCrazy! Museo de Ciencias de la Universidad de Navarra[21]

## Algunas publicaciones

### Libros de divulgación como coautora
- Grima, Clara; García Ulldemolins, Raquel (2013). Hasta el infinito y más allá. Espasa. p. 128. ISBN 978-84-670-2456-2. Consultado el 30 de octubre de 2017.
- Gardner para principiantes. RSME y Ediciones SM. 2014. p. 167. ISBN 978-84-675-7473-9. Archivado desde el original el 30 de octubre de 2016. Consultado el 30 de octubre de 2017.

- Grima, Clara; Fernández Borja, Enrique (2017). Las matemáticas vigilan tu salud. Next Door Publishers. p. 188. ISBN 978-84-946669-6-4. Consultado el 30 de octubre de 2017.

### Libros de divulgación
- Grima, Clara (2018). ¡Que las matemáticas te acompañen!. Ariel. ISBN 9788434427846. Archivado desde el original el 12 de junio de 2018. Consultado el 30 de marzo de 2018.
- Grima, Clara (2021). En busca del grafo perdido. Ariel. ISBN 978-84-344-3413-4.
- Grima, Clara (2025). Con algoritmos y a lo loco. Ariel. ISBN 9788434438989

### Libros científicos
- Computational Geometry on Surfaces (Springer-Science+Business Media, 2001)[22]